# Mednarodna astronavtična akademija
Mednarodna astronavtična akademija (angleško International Academy of Astronautics, kratica IAA) je mednarodno občestvo, ki združuje strokovnjake (znanstvenike in inženirje) s področja astronavtike in raziskovanja vesolja. Kot nevladna organizacija je bila ustanovljena 16. avgusta 1960 v Stockholmu na pobudo Theodora von Kármána. IAA so kot organizacijo Združeni narodi priznali leta 1996.
IAA si prizadeva za pospeševanje razvoja astronavtike v miroljubne namene, prepoznava posameznike, ki so se odlikovali na sorodnih področjih znanosti ali tehnologije in skrbi za program, prek katerega lahko njeni člani prispevajo k mednarodnim prizadevanjem za napredovanje vesoljskih znanosti. Tesno sodeluje z Mednarodno astronavtično zvezo (IAF), nacionalnimi in mednarodnimi vesoljskimi agencijami.
Prvi predsednik IAA je bil Kármán. Edward Carroll Stone je bil predsednik IAA do oktobra 2009. G. Madhavan Nair, predsednik Indijske organizacije za raziskovanje vesolja, je bil izbran za predsednika IAA avgusta 2009. Do sedaj je edini neameriški predsednik organizacije.
IAA izdaja mesečno revijo Acta Astronautica v izdaji založbe Elsevier Press. Revija pokriva razvoj vesoljske tehnologije v povezavi z miroljubnim znastvenim raziskovanjem vesolja in njeno rabo za dobrobit in napredek človeštva, pojmovanjem, načrtovanjem, razvijanjem in delovanjem vesoljskih in zemeljskih sistemov. V posebni številki objavlja izbrana poročila z letnega Mednarodnega astronavtičnega kongresa.